# عثمان اوزگودنلی
عثمان غازی اوزگودنلی (به انگلیسی : Osman G. Özgüdenlı) متولد کایسری در ۱۹۷۳ است . او مدرک تاریخش را از دانشکده آموزشی آتاتورک دانشگاه مرمره در سال ۱۹۹۲ و مدرک ارشدش را در تاریخ قرون وسطی در مؤسسه ترکی‌شناسی دانشگاه مرمره در ۱۹۹۴ گرفت . زمینه کاری او تاریخ و فرهنگ ایران در قرون وسطی  (قرن ۱۱ تا ۱۵ میلادی)، رابطه فرهنگی بین ایرانیان و ترکان در قرون میانی، مغول‌ها در ایران و نسخه‌های خطی اسلامی و سکه شناسی سلجوقی است . عنوان تحقیقات دکترای او غازان خان و اصلاحات او (۲۰۰۰ میلادی) بود .
اوزگودنلی از جمله نویسندگان تاریخ جامع ایران بوده‌است. 